# Григорьев, Виссарион Виссарионович
Виссарион Виссарионович Григорьев (4 апреля (17) апреля 1907, город Данков, ныне Данковский район, Липецкая область, Россия — 12 ноября 1992, Москва) — советский военно-морской деятель, вице-адмирал (08.07.1945), командующий Днепровской военной флотилией (1943—1947), кандидат географических наук. Опубликовал несколько статей и книг своих воспоминаний.

## Биография
Родился в 1907 году в городе Данков, ныне Данковский район, Липецкая область, Россия. По национальности русский.
С сентября 1926 по апрель 1930 года — курсант Военно-морского училища имени М. В. Фрунзе.
С апреля 1930 по декабрь 1931 года — вахтенный командир, помощник командира к/л «Пролетарий» (Амурская военная флотилия).
С декабря 1931 по январь 1934 года — помощник командира монитора «Ленин» (Амурская военная флотилия).
В январе 1934 — сентябре 1937 года командовал монитором «Красный Восток» (Амурская военная флотилия).
С сентября 1937 по июнь 1940 года — слушатель Военно-морской академии имени К. Е. Ворошилова.
С июня по июль 1940 года — начальник штаба Днепровской военной флотилии.
С июля 1940 года — начальник штаба Дунайской военной флотилии, в этой должности встретил Великую Отечественную войну.
С 1941 года член ВКП(б).
С ноября 1941 по июль 1942 года — начальник штаба Новороссийской военно-морской базы.
С июля 1942 по май 1943 года — начальник отдела речных и озерных флотилий Управления боевой подготовки ВМФ.
С мая по сентябрь 1943 года — начальник штаба Волжской военной флотилии.
С сентября 1943 года командовал Днепровской военной флотилией. В Белорусской наступательной операции флотилия поддерживала наступавшие по реке Березине войска и провела под его руководством целую серию речных десантных операций (Десант в районе Скрыгалово — Конковичи, Пинский десант и другие). При активном участии моряков флотилии были освобождены Бобруйск и Пинск. 25 сентября 1944 года Виссариону Григорьеву было присвоено воинское звание контр-адмирал. В январе 1945 года корабли флотилии были переведены на Вислу и приняли участие в Висло-Одерской наступательной операции. Весной 1945 года часть кораблей были переброшены на реку Одер и участвовали в Берлинской наступательной операции (в том числе высадив Одербергский десант), а отряд полуглиссеров флотилии проявил отвагу при штурме Берлина, действуя на реке Шпрее.
По окончании войны он продолжал командовать флотилией. 8 июля 1945 года Григорьеву было присвоено воинское звание вице-адмирал.
В феврале 1947 года за дисциплинарное нарушение Григорьев был снят с должности командующего и зачислен в распоряжение Управления кадров ВМС. В апреле того же года уволен в запас.
С ноября 1947 года Виссарион Григорьев работал в Главном управлении Северного морского пути; с 1954 года — научным сотрудником Московского отдела Антарктического научно-исследовательского института. Защитил диссертацию, получив ученую степень кандидата географических наук.
Скончался 12 октября 1992 года в Москве. Похоронен на Востряковском кладбище.

## Воинские звания
- капитан 1-го ранга
- контр-адмирал (25.09.1944)
- вице-адмирал (08.07.1945)

## Награды
- два ордена Красного Знамени (1943, 1946)
- Орден Ушакова 1 степени (1945)
- Орден Нахимова 1 степени (1944)
- Орден Ушакова 2 степени (1945)
- Орден Отечественной войны 1-й степени (1985)
- два ордена Красной Звезды (1942, 1944)
- медали.
- иностранные награды.

Приказы (благодарности) Верховного Главнокомандующего в которых отмечен Григорьев В. В.
- За овладение штурмом городом и крупной железнодорожной станцией Бобруйск — важным узлом коммуникаций и мощным опорным пунктом обороны немцев, прикрывающим направления на Минск и Барановичи. 29 июня 1944 года № 125
- За овладение городом Лунинец — важным железнодорожным узлом Полесья. 10 июля 1944 года № 134
- За овладение штурмом областным центром Советской Белоруссии городом Пинск — важным опорным пунктом обороны немцев на брестском направлении. 14 июля 1944 года № 137
- За овладение столицей Германии городом Берлин — центром немецкого империализма и очагом немецкой агрессии. 2 мая 1945 года. № 359

## Память
- В городе Новороссийске одна из улиц названа именем вице-адмирала Григорьева В. В.

## Сочинения
- Григорьев В. В. Боевые действия Краснознаменной Днепровской флотилии на Березине и Припяти // Морской сборник. — 1945. — № 1.
- Григорьев В. В. Действия Днепровской флотилии на Березине и Припяти летом 1944 года // Военно-исторический журнал. — 1974. — № 7. — С.17-23.
- Григорьев В. В. Днепровская флотилия в боях за Берлин // Военно-исторический журнал. — 1975. — № 6. — С.87-92.
- Григорьев В. В. Дунайская флотилия в первые дни войны // Военно-исторический журнал. — 1980. — № 7. — С.52-57.
- Григорьев В. В. Десант на Припять // Морской сборник. — 1984. — № 7. — С.65-68.
- Григорьев В. В. И корабли штурмовали Берлин / [лит. запись Н. Н. Ланина]. — М.: Воениздат, 1984. — 253 с. : 6 л. ил. — (Военные мемуары).
- Григорьев В. В. Десант в Берлин. — М.: ДОСААФ, 1989. — 182 с.: ил.